# Ермоловское сельское поселение (Ульяновская область)
Ермо́ловское се́льское поселе́ние — муниципальное образование в составе Вешкаймского района Ульяновской области. Административный центр — село Ермоловка. 

## Население
| 2010  | 2012  | 2013  | 2014  | 2015  | 2016  | 2017  |
| ----- | ----- | ----- | ----- | ----- | ----- | ----- |
| 2930  | ↘2848 | ↘2807 | ↘2744 | ↘2719 | ↘2684 | ↘2594 |
| 2018  | 2019  | 2020  | 2021  |       |       |       |
| ↘2552 | ↘2486 | ↘2405 | ↘2137 |       |       |       |

## Состав сельского поселения
В состав поселения входят 9 населённых пунктов: 4 села, 4 деревни и 1 посёлок.
| № | Населённый пункт        | Тип населённого пункта       | Население |
| - | ----------------------- | ---------------------------- | --------- |
| 1 | Архангельское Куроедово | село                         | 5         |
| 2 | Грачёвка                | деревня                      | 18        |
| 3 | Ермоловка               | село, административный центр | 1035      |
| 4 | Зимненки                | село                         | 282       |
| 5 | Мордовский Белый Ключ   | село                         | 423       |
| 6 | Мордовская Кандарать    | деревня                      | 3         |
| 7 | Ребровка                | деревня                      | 0         |
| 8 | Шарлово                 | деревня                      | 4         |
| 9 | Шарлово                 | посёлок                      | 1160      |